# Pakovo Selo
Pakovo Selo je naselje u sastavu Grada Drniša, u Šibensko-kninskoj županiji. Nalazi se oko 10 kilometara jugozapadno od Drniša.

## Povijest
20. rujna 1991. zbila se bitka kod Pakova Sela i Sedramića. Ova su sela bila na drniškom bojištu. U jednoj od od središnjih borbenih akcija, slabo naoružane hrvatske obrambene snage zaustavile su naprjedovanje 9. kninskog korpusa JNA prema Šibeniku i Unešiću. Bitku su iznijeli 4. bojna 113. brigade i 4. bojna 4. gardijske brigade te pripadnici hrvatske policije u Pakovu Selu i Sedramiću. Pobjeda hrvatskih snaga omogućila je braniteljima bolje učvrstiti obrambene položaje na ovom dijelu bojišnice. Zbog toga je neprijateljska JNA, velikosrpski dragovoljci i pobunjenici nisu mogli probiti ovaj dio bojišnice ni približiti se Šibeniku. Ova je pobjeda mnogo pomogla braniteljima grada Šibenika čime je izvojevana pobjeda u bitci za Šibenik rujna 1991. godine.

## Stanovništvo
Prema popisu iz 2021. naselje je imalo 186 stanovnika.
| broj stanovnika | 361   | 431   | 458   | 513   | 608   | 620   | 547   | 699   | 739   | 750   | 668   | 565   | 385   | 329   | 246   | 236   | 186   |
|                 | 1857. | 1869. | 1880. | 1890. | 1900. | 1910. | 1921. | 1931. | 1948. | 1953. | 1961. | 1971. | 1981. | 1991. | 2001. | 2011. | 2021. |